# Молинаро, Эдуар
Эдуа́р Молинаро́ (фр. Édouard Molinaro; 13 мая 1928, Бордо — 7 декабря 2013, Париж) — французский кинорежиссёр и сценарист, известный в жанре кинокомедий. Член жюри Каннского кинофестиваля 1961 года. Обладатель премии «Золотой глобус» 1980 года в номинации «Лучший фильм на иностранном языке» за фильм «Клетка для чудиков», номинант на «Оскар» за режиссёрскую работу и написание сценария к этой же картине. При создании своих фильмов часто использовал адаптацию театральных пьес.

## Биография
Родился 13 мая 1928 года в Бордо (Франция). Ещё в юности стал киноманом и участвовал во многих соревнованиях любительских короткометражных фильмов.
Его первый фильм был выпущен в 1957 году и получил положительный отклик со стороны критиков. После ещё нескольких фильмов, в начале 1960-х годов становится известным режиссёром. В 1961 году входил в состав членов жюри Каннского кинофестиваля. Ещё несколько успешных фильмов-кинокомедий, в том числе два фильма со звездой 1960-х Луи де Фюнесом («Оскар» и «Замороженный»), закрепили его положение в качестве успешного режиссёра.
В 1978 году снял фильм «Клетка для чудиков», который получил «Золотой глобус» в 1980 году в номинации «Лучший фильм на иностранном языке». За него же выдвигался на «Оскар» за режиссуру и написание сценария.
В 1990-х годах получил повторную известность благодаря экранизации пьесы «Ужин» (фильм «Ужин» 1992 года) и созданию фильма-биографии Бомарше (фильм «Безрассудный Бомарше» 1996 года).
Эдуар Молинаро скончался на 86-м году жизни в Париже, 7 декабря 2013 года. Смерть Молинаро наступила в результате лёгочной недостаточности.

## Фильмография
- 1957 — «Алхимики» / Les alchimistes (документальный)
- 1958 — «Спиной к стене» / Le Dos au mur
- 1959 — «Женщины исчезают[фр.]» / Des femmes disparaissent
- 1959 — «Свидетель в городе» / Un témoin dans la ville
- 1960 — «Девушка на лето» / Une fille pour l'été
- 1961 — «Смерть Красавицы» / La Mort de Belle
- 1962 — «Враги» / Les Ennemis
- 1962 — «Семь смертных грехов» / Les Sept Péchés capitaux
- 1962 — «Арсен Люпен против Арсена Люпена» / Arsène Lupin contre Arsène Lupin
- 1964 — «Очаровательная идиотка» / Une ravissante idiote
- 1964 — «Охота на мужчину» / La Chasse à l’homme
- 1965 — «Когда пролетают фазаны» / Quand passent les faisans
- 1967 — «Шпионская шкура» / Peau d’espion
- 1967 — «Оскар» / Oscar
- 1969 — «Замороженный» / Hibernatus
- 1969 — «Мой дядя Бенжамен» / Mon oncle Benjamin
- 1970 — «Со свободой за спиной» / La Liberté en croupe
- 1971 — «Самые нежные признания» / Les Aveux les plus doux
- 1972 — «Мандарин» / La Mandarine
- 1973 — «Банда по захвату заложников» / Le Gang des otages
- 1973 — «Зануда» / L’Emmerdeur
- 1974 — «Ирония судьбы» / L’Ironie du sort
- 1975 — «Розовый телефон» / Le Téléphone rose
- 1976 — «Дракула — отец и сын» / Dracula père et fils
- 1977 — «Спешащий человек» / L’Homme pressé
- 1978 — «Клетка для чудаков» / La Cage aux folles
- 1978 — «Клодин в школе» / Claudine à l'école (ТВ)
- 1978 — «Клодин в Париже» / Claudine à Paris (ТВ)
- 1978 — «Клодин в семье» («Клодин и домашнее хозяйство») / Claudine en ménage (ТВ)
- 1978 — «Клодин уходит» / Claudine s’en va (ТВ)
- 1979 — «Говорите, мне интересно» / Cause toujours… tu m’intéresses!
- 1979 — «Опасная жалость» / La pitié dangereuse (ТВ)
- 1980 — «Воскресные любовники» / Sunday Lovers
- 1980 — «Клетка для чудиков 2» / La Cage aux folles II
- 1981 — «В хорошем масле» / Au bon beurre (сериал, по роману Жана Дютура)
- 1982 — «Миллион - не деньги» / Pour 100 briques t’as plus rien…
- 1983 — «Красная вдова» / La veuve rouge (ТВ)
- 1984 — «Единственно верный способ» / Just the Way You Are
- 1985 — «Отель «Палас»» / Palace
- 1985 — «Любовь тайком» / L’Amour en douce
- 1986 — «Иллюзии любви» / Le tiroir secret (сериал)
- 1986 — «Предатель» / Un métier du seigneur (ТВ)
- 1988 — «Налево от лифта» / À gauche en sortant de l’ascenseur
- 1988 — «Аллея в лунном свете» / La ruelle au clair de lune (ТВ)
- 1989 — «Хмель преображения» / «Rausch der Verwandlung»
- 1989 — «Великие семьи» / Les grandes familles
- 1989 — «Манон Ролан» / Manon Roland (ТВ)
- 1991 — «Проклятая любовь Лейзенбога» / L’amour maudit de Leisenbohg (ТВ)
- 1992 — «Ужин» / Le Souper
- 1992 — «Брошенная женщина» / La femme abandonnée (ТВ)
- 1995 — «О чём знала Мэйси» / Ce que savait Maisie (ТВ)
- 1996 — «Безрассудный Бомарше» / Beaumarchais, l’insolent
- 1999 — «Нора» / Nora (ТВ)
- 1999 — «Падающее гнездо» / Tombé du nid (ТВ)
- 2001 — «Нана» / Nana
- 2003 — «Случайный человек» / Un homme par hasard (ТВ)